# Young Knives
Young Knives – brytyjski zespół muzyczny, pochodzący z Ashby-de-la-Zouch w Anglii, wykonujący utwory z gatunków indie rock i post-punk. 
Został założony w połowie lat 90. XX wieku przez braci Henry'ego i Thomasa Dartnallów oraz Olivera Askewa. Wkroczyli oni do przemysłu muzycznego w 2002 roku wraz z sukcesem swojego debiutanckiego minialbumu The Young Knives... Are Dead, ale ogólnokrajową popularność zaczęli zdobywać wraz z wydaniem singla „The Decision” pod koniec 2005 roku. Pierwszy, wydany w sierpniu 2006 roku album Voices of Animals and Men osiągnął 21. miejsce na brytyjskich listach przebojów. 

## Historia

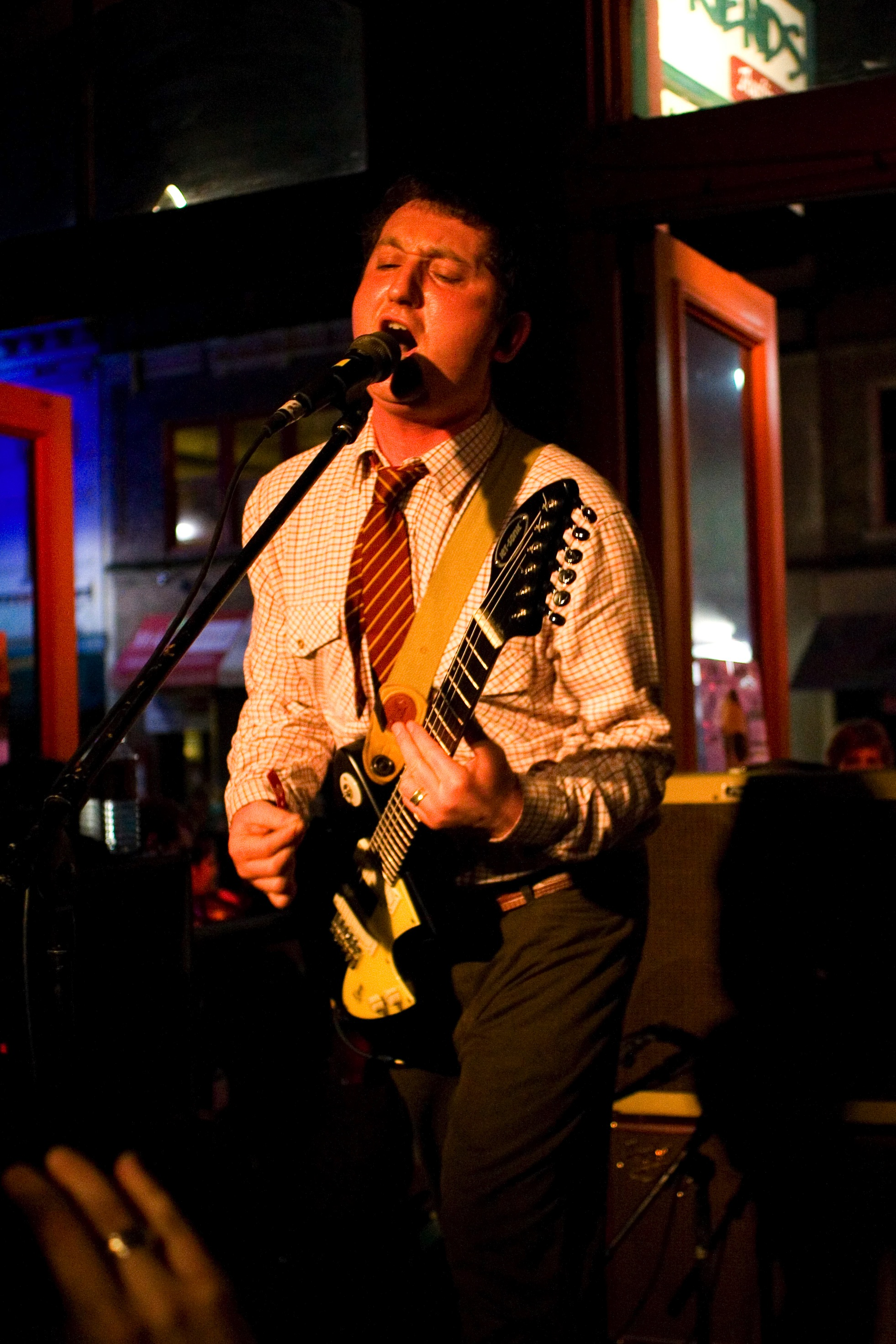
Henry Dartnall w marcu 2007 roku

Zespół Young Knives powstał w połowie lat 90. XX wieku pod nazwą „Simple Pastoral Experience”. Rozpoczął on swoją karierę grając w rodzinnym mieście Ashby-de-la-Zouch w Leicestershire utwory zespołu Ned's Atomic Dustbin. Zespół utworzyli bracia Henry i Tomas Dartnall, a także Oliver Askew. Henry nadał swojemu młodszemu bratu Thomasowi ksywkę „The House of Lords” z uwagi na jego skłonności do sprzeciwu dla swoich „lepszych” pomysłów. Po dwu-trzyletniej przerwie, w 1999 roku zespół przegrupował się na „Ponyclub”.
Przeprowadzka trójki do Oksfordu w 2002 roku przyczyniła się do przełomu w rozwoju swojej kariery. Jeszcze w tym samym roku zespół wydał swój minialbum The Young Knives... Are Dead w wytwórni Shifty Disco. Podpisując kontrakt z wytwórnią zwrócono uwagę, że z Dublina wychodzi się inny zespół o nazwie Pony Club, dlatego też szybko zmienili oni nazwę zespołu na „The Young Knives” po błędnym odczytaniu wyrażenia „young knaves” w książce o historii Szkocji.
Wydanie albumu The Young Knives... Are Dead zwróciło uwagę londyńskiej wytwórni Transgressive Records. Wydana w 2004 roku limitowana edycja minialbumu Junky Music Make My Heart Beat Faster okazała się sukcesem. W 2005 roku The Young Knives grało koncerty jako support dla zespołów The Futureheads i Hot Hot Heat.
W grudniu 2005 roku ukazał się singiel „The Decision”, którego producentem był Andy Gill z zespołu Gang of Four. W 2006 roku single „Here Comes the Rumour Mill” i „She's Attracted To” z ukazanego w sierpniu albumu Voices of Animals and Men były notowane w pierwszej czterdziestce utworów w Wielkiej Brytanii. Sukces, jaki przyniósł in album sprawił, że jeszcze w tym samym roku zagrali więcej koncertów aniżeli kiedykolwiek wcześniej, a ich single stały się popularne w brytyjskich alternatywnych stacjach radiowych. Jednocześnie zespół odbył koncerty wspólnie z zespołami The Rakes oraz Dirty Pretty Things, a także odbyli swój debiutancki koncert w Stanach Zjednoczonych podczas konferencji South by Southwest w Austin w Teksasie. 
Album Voices of Animals and Men został nominowany do nagrody Mercury Music Prize 2007, a wydany rok później drugi album Superabundance zebrał także dobre recenzje. Od tego momentu zespół ze swojej nazwy porzucił przedimek „The”, przyjmując nazwę „Young Knives”.
Wydany w 2011 roku Ornaments from the Silver Arcade zachował w sobie wiele elementów poprzednich dwóch płyt, a do czasu jego wydania zespół rozstał się z wytwórnią Transgressive, dlatego też ten album wydali po swoją własną wytwórnią Gadzook. Powstał on w Los Angeles wraz z producentem Nickiem Launayem.

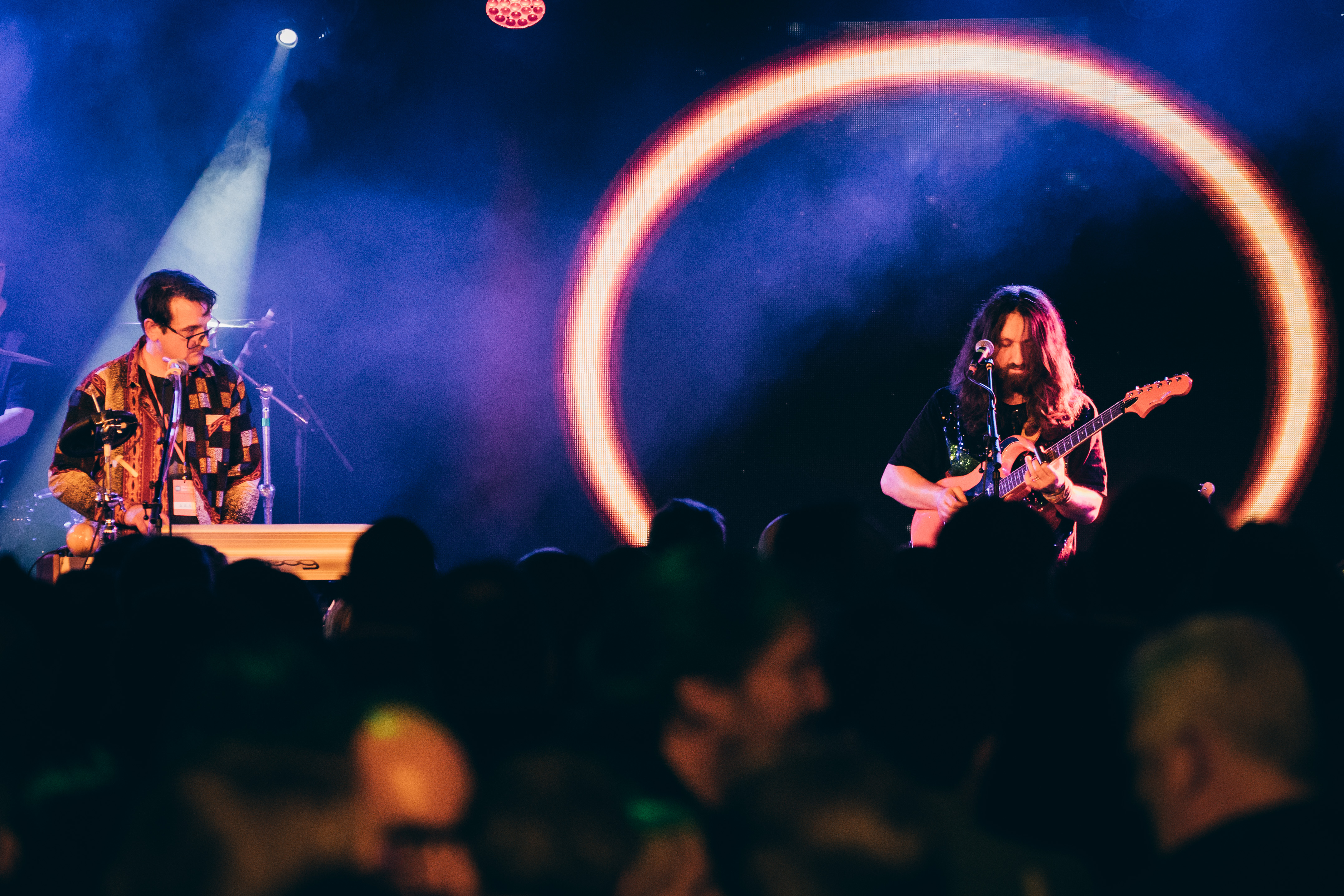
Thomas Bonsu-Dartnall oraz Henry Dartnall w styczniu 2020 roku

Young Knives w kolejnych albumach zaczął zgłębiać eksperymentalną stronę angielskiego post-punka. Zespół, by móc wydać swój czwarty studyjny album Sick Octave, zbierał fundusze na Kickstarterze, by „być wolnymi od wytwórni płytowych i producentów podejmujących decyzje dotyczące ich własnej muzyki”. Premiera płyty odbyła się 21 kwietnia 2013 roku. Ujawnili oni, że płyta ta była inspirowana chorobą Henry'ego Dartnalla cierpiącego na szumy uszne.
W październiku 2019 roku zespół Young Knives powrócił po czterech latach z nowym singlem – „Red Cherries”. Tom Bonsu-Dartnall opisał, że ten utwór to „prosta melodia z powtarzającym się krzykiem i dziką jazzową perkusją”. 25 listopada tego samego roku w The Lexington w Londynie odbył się ich pierwszy główny koncert po siedmiu latach przerwy. Pod koniec marca 2020 roku zespół ogłosił swój pierwszy od siedmiu lat album Barbarians z głównym singlem „Sheep Tick”, w którym także znalazł się wydany wcześniej singiel „Red Cherries”. Album został napisany, nagrany i zmiksowany w ich studiu niedaleko Oksfordu.
Pod koniec czerwca 2023 roku zespół Young Knives ogłosił wydanie luksusowej reedycji swoich dwóch pierwszych albumów na płycie winylowej – Voices Of Animals and Men i Superabundance – odpowiednio pod nazwami Voices Of Animals and Men and Shouts and Screams and Groans oraz Super Superabundance. Zostały one zremasterowane oraz zawierają dodatkowy album w oparciu o bogate B-side'y zespołu.
Na początku października 2024 roku zapowiedzieli swój szósty album studyjny pn. Landfill, którego głównym singlem został utwór „Dissolution”, a także trasę koncertową po Wielkiej Brytanii. Został on wydany 24 stycznia 2025 roku za pośrednictwem wytwórni Gadzook.

## Skład

### Aktualni członkowie
- Henry Dartnall – wokal, gitara
- Thomas Bonsu-Dartnall – gitara basowa

### Byli członkowie
- Oliver Askew – perkusja

## Dyskografia

### Albumy studyjne
| Rok                                                     | Tytuł                            | Szczegóły                                                                    | Najwyższa pozycja na liście | Najwyższa pozycja na liście | Najwyższa pozycja na liście |
| Rok                                                     | Tytuł                            | Szczegóły                                                                    | UK                          | UK Indie                    | SCO                         |
| ------------------------------------------------------- | -------------------------------- | ---------------------------------------------------------------------------- | --------------------------- | --------------------------- | --------------------------- |
| 2006                                                    | Voices of Animals and Men        | - Data: 21 sierpnia 2006 - Wydawca: Transgressive - Format: CD, LP, download | 21                          | –                           | 26                          |
| 2008                                                    | Superabundance                   | - Data: 3 marca 2008 - Wydawca: Transgressive - Format: CD, download         | 28                          | –                           | 34                          |
| 2011                                                    | Ornaments from the Silver Arcade | - Data: 4 kwietnia 2011 - Wydawca: Gadzook - Format: CD, LP, download        | 80                          | 12                          | –                           |
| 2013                                                    | Sick Octave                      | - Data: 21 kwietnia 2013 - Wydawca: Gadzook - Format: CD, LP, download       | –                           | 22                          | –                           |
| 2020                                                    | Barbarians                       | - Data: 18 września 2020 - Wydawca: Gadzook - Format: CD, LP, CC, download   | –                           | 7                           | 58                          |
| 2025                                                    | Landfill                         | - Data: 24 stycznia 2025 - Wydawca: Gadzook - Format: CD, LP, CC, download   | –                           | 13                          | 53                          |
| „–” oznacza, że album nie był notowany na danej liście. |                                  |                                                                              |                             |                             |                             |
| [ 1 ] [ 4 ]                                             | [ 1 ] [ 4 ]                      | [ 15 ] [ 1 ] [ 4 ]                                                           | [ 16 ]                      | [ 16 ]                      | [ 16 ]                      |

### Minialbumy
- The Young Knives... Are Dead(inne języki) (2002), Shifty Disco(inne języki)[17]
- Rollerskater (2003), Star Harbour[18]
- Split (2004), Hanging Out With The Cool Kids; ze Smilex[19]
- Junky Music Make My Heart Beat Faster (2005), Transgressive[4]
- Oh Happiness (2013), Gazdook[20]
- Something Awful (2015), Gazdook[21]

### Kompilacje
- The Young Knives ...Are Dead ...And Some(inne języki) (2007), Shifty Disco(inne języki)[22]

### Single
| Rok                                                      | Tytuł                                       | Najwyższa pozycja na liście | Album                            |
| Rok                                                      | Tytuł                                       | UK                          | Album                            |
| -------------------------------------------------------- | ------------------------------------------- | --------------------------- | -------------------------------- |
| 2005                                                     | „The Decision”                              | 60                          | Voices of Animals and Men        |
| 2006                                                     | „Here Comes the Rumour Mill”                | 36                          | Voices of Animals and Men        |
| 2006                                                     | „She's Attracted To”                        | 38                          | Voices of Animals and Men        |
| 2006                                                     | „Weekends and Bleak Days (Hot Summer)”      | 35                          | Voices of Animals and Men        |
| 2007                                                     | „Terra Firma”                               | 43                          | Superabundance                   |
| 2008                                                     | „Up All Night”                              | 45                          | Superabundance                   |
| 2008                                                     | „Turn Tail”                                 | –                           | Superabundance                   |
| 2008                                                     | „Dyed in the Wool”                          | –                           | Superabundance                   |
| 2011                                                     | „Love My Name”                              | –                           | Ornaments from the Silver Arcade |
| 2011                                                     | „Human Again”                               | –                           | Ornaments from the Silver Arcade |
| 2011                                                     | „Vision in Rags”                            | –                           | Ornaments from the Silver Arcade |
| 2013                                                     | „Maureen”                                   | –                           | Sick Octave                      |
| 2013                                                     | „We Could Be Blood”                         | –                           | Sick Octave                      |
| 2014                                                     | „White Sands”                               | –                           | Sick Octave                      |
| 2019                                                     | „Red Cherries”                              | –                           | Barbarians                       |
| 2020                                                     | „Sheep Tick”                                | –                           | Barbarians                       |
| 2020                                                     | „Society for Cutting Up Men”                | –                           | Barbarians                       |
| 2020                                                     | „Swarm”                                     | –                           | Barbarians                       |
| 2021                                                     | „Man of the People” (z Wesleyem Gonzalezem) | –                           | brak                             |
| 2024                                                     | „Dissolution”                               | –                           | Landfill                         |
| 2025                                                     | „Cause & Effect”                            | –                           | Landfill                         |
| 2025                                                     | „No Sound”                                  | –                           | Landfill                         |
| „–” oznacza, że singel nie był notowany na danej liście. |                                             |                             |                                  |
| [ 1 ] [ 4 ] [ 23 ]                                       | [ 1 ] [ 4 ] [ 23 ]                          | [ 16 ]                      | [ 15 ] [ 1 ] [ 4 ]               |